# Vokalensemble incantanti
Das Vokalensemble incantanti (von italienisch incantare "verzaubern") ist ein Jugendchor aus dem Raum Chur. Es steht seit der Gründung im Jahre 2002 unter der Leitung von Christian Klucker.
Der Chor erzielte an mehreren Wettbewerben Erfolge, so den ersten Platz in der Kategorie Jugendchor an den European Choir Games 2017 in Riga und die ersten Plätze in den Kategorien Jugendchor und geistliche Chormusik a cappella am Voices for Peace Festival 2017 in Assisi.

## Geschichte

### Anfänge
Aus dem Bedürfnis heraus, auch nach der Matura noch weiter in einem Chor zu singen, wurde das Vokalensemble incantanti von zwölf ehemaligen Mitgliedern des Chores der Bündner Kantonsschule und dessen Dirigent Christian Klucker im Winter 2002/2003 gegründet. Neben a cappella Musik aller Epochen stehen insbesondere auch rätoromanische Stücke im Fokus des Chorschaffens. So ist die erste CD des Ensemble eine Liveaufnahme mit Uraufführungen von Werken von Gion Giusep Derungs und Urban Derungs während die zweite CD Werke von den Schamser Komponisten Tumasch und Benedikt Dolf beinhaltet. Die erste Teilnahme an einem internationalen Chorwettbewerb erfolgte 2007 beim internationalen Chorwettbewerb von Malta, einem alle zwei Jahre vom Förderverein Interkultur durchgeführten Wettbewerb. Eine dritte CD mit geistlicher a cappella Musik wurde 2010 in der reformierten Kirche Andeer aufgenommen. Als Vorbereitung auf die erste Teilnahme am Europäischen Jugendchor Festival in Basel und zur Feier des zehnjährigen Bestehens wurde im März 2012 das Programm Best of incantanti zur Aufführung gebracht und im Juni auf CD aufgenommen. Im gleichen Jahr arbeitete das Vokalensemble incantanti erstmals mit dem Orchester Le Phénix zusammen, um ein Barockprogramm mit Werken von Georg Friedrich Händel aufzuführen. Diese Zusammenarbeit fand ihre Fortsetzung im Jahr 2015 mit einem Projekt rund um das Magnificat von Johann Sebastian Bach. In Zusammenarbeit mit dem Regisseur und Drehbuchautor Felix Benesch entstand 2013 mit Le petit Tuor ein erstes «Chorical», eine Kombination aus Chormusik, Theater und einem mehrgängigen Menü. Im selben Jahr fand zudem ein Gedenkanlass zum 50. Todestag von Tumasch Dolf statt, im Rahmen dessen das Vokalensemble incantanti Lieder von Dolf aufführte und auf CD aufnahm.

### Erste internationale Erfolge
2014 wurde das Vokalensemble incantanti am Europäischen Musikfestival für die Jugend in Neerpelt mit dem ersten Preis cum laude in seiner Kategorie ausgezeichnet. Zur Feier des 150-jährigen Bestehens des Hotels Saratz in Pontresina folgte 2015 das zweite «Chorical», wieder aus der Feder und unter der Regie von Felix Benesch. Um an der Uraufführung von Ivo Antoginis A Prayer for Mother Earth in der Carnegie Hall mitzuwirken, reiste das Vokalensemble incantanti im Sommer 2016 nach New York. Ebenfalls 2016 erschien in Zusammenarbeit mit RTR eine CD mit Chormusik von Benedikt Dolf.

### Turnea da ConcurrenzaundEuropean Champions
Am Voices for Peace Festival 2017 in Assisi gewann der Chor in den Kategorien Jugendchor und geistliche Chormusik a cappella sowie den Dirigentenpreis für Christian Klucker. Mit dem ersten Preis in der Kategorie Jugendchor bei den European Choir Games 2017 in Riga qualifizierte sich das Vokalensemble incantanti für die Teilnahme am Grand Prix of Nations. Am Schweizerischen Chorwettbewerb 2017 in Aarau erreichte der Chor den dritten Rang in der Jugendchorkategorie und gewann den an der Schlussveranstaltung vergebenen Publikumspreis. Wiederum in Zusammenarbeit mit RTR erschien ein Teil des an diesen Wettbewerben dargebotenen Programms als CD unter dem Titel Concertare-Turnea da Concurrenza 2017. Zur zweiten Teilnahme am Europäischen Jugendchor Festival Basel kam es im Mai 2018 im Rahmen der elften Austragung des Festivals. Das Vokalensemble incantanti sang hierbei nicht nur an den konventionellen Festivalkonzerten, sondern auch am Extrakonzert Songbridge, in welchem drei Jugendchöre aus drei unterschiedlichen Sprachregionen der Schweiz zusammengeführt wurden.
Das Vokalensemble incantanti war mehrmals auf Radio SRF 1 wie auch auf RTR zu hören, so in der Sendung Fiirabigmusig mit Stücken von Tumasch und Benedikt Dolf oder in Beiträgen zum schweizerischen Chorwettbewerb 2017.

## Uraufführungen (Auswahl)
- Gion Giusep Derungs: Psalm 91. (2009)
- Urban Derungs: Lichtszenen. (2009)
- Duri Collenberg: Daniela Engel, Thomas & Stern. (2011)
- Urban Derungs: Schachmatt. (2012)
- Musik: Ivo Antognini, Text: Arnold Spescha: Brama – Sehnsucht – Brama. (2013, zusammen mit cantus firmus surselva)
- Ivo Antognini: A Prayer for Mother Earth. (2016)
- Musik: Gion Giusep Derungs, Text: Arnold Spescha: Aura. (2016, zusammen mit dem CGWM Chamber Choir)
- Musik: Gion Andrea Casanova, Text: Alfons Vinzens: Zuola Roda. (2016, zusammen mit dem CGWM Chamber Choir)
- Musik: Balz Aliesch, Text: Theobald Baerwart: Us dr Haimet. (2017, zusammen mit pourChœur Vokalensemble)
- Musik: Gion Andrea Casanova, Text: Ursin Defuns: Angels Echoes. (2017, zusammen mit pourChœur Vokalensemble)
- Musik: Gion Andrea Casanova, Text: Arnold Spescha: Himni al sulegl. (2018, zusammen mit Zik'Zag Choeur de jeunes de Fribourg und dem Kammerchor des Gymnasium Muttenz)
- Musik: Gion Andrea Casanova, Text: Arnold Spescha: Tras la neiv. (2018, zusammen mit Zik'Zag Choeur de jeunes de Fribourg und dem Kammerchor des Gymnasium Muttenz)
- Musik: Gion Andrea Casanova, Text: Arnold Spescha: El vast horizont. (2018)